# Clery Act
La loi Clery Act, de son nom complet Jeanne Clery Disclosure of Campus Security Policy and Campus Crime Statistics Act, est une réglementation de niveau fédéral aux États-Unis, promulguée le 8 novembre 1990. Son code est 20 U.S.C. § 1092(f).
Le Clery Act impose à toutes les universités et écoles qui bénéficient des subventions pour les étudiants (en) de conserver et de communiquer les informations relatives à la criminalité sur leurs campus respectifs et à proximité de ceux-ci. Le respect de cette réglementation est confié au département de l'Éducation des États-Unis, qui peut frapper d'une amende les établissements — jusqu'à 56 906 dollars par infraction — et suspendre le versement des fonds publics accordés aux institutions d'enseignement supérieur.
Cette loi porte ce nom en mémoire de Jeanne Clery, étudiante de 19 ans à l'université Lehigh, victime de viol et d'assassinat dans sa résidence étudiante en 1986. Ce crime a entraîné des mesures contre la criminalité non signalée sur les campus dans le pays.

## Jeanne Clery
En avril 1986, Josoph M. Henry, étudiant lui aussi, a violé et tué Jeanne Clery au Stoughton Hall de l'université Lehigh, à Bethlehem, en Pennsylvanie. Henry est condamné à mort par chaise électrique, décision ensuite confirmée par la Cour suprême de Pennsylvanie en appel,. Cette agression fait partie des 38 autres crimes violents enregistrés sur le campus sur trois années. Les parents de Jeanne Clery ont soutenu que, si l'université avait tenu à jour et communiqué ses statistiques sur la criminalité, Clery n'aurait jamais intégré cet établissement. Ils ont poursuivi l'université, ont reçu 2 millions de dollars, et ensuite fondé une association sans but lucratif : Security on Campus.

## Effets de la loi

### Rapport annuel sur la sécurité
Chaque année, avant le 1er octobre, les établissements doivent publier leur « rapport annuel sur la sécurité du campus » (Annual Campus Security Report) et le communiquer aux étudiants inscrits, aux candidats étudiants et au personnel. Ce rapport doit indiquer les statistiques de criminalité au cours des trois années précédentes, les consignes relatives aux mesures de sécurité, la description des programmes de prévention contre la criminalité et les procédures à suivre pour enquêter sur les éventuelles infractions sexuelles, et les poursuivre.

### Recensement de la criminalité
Le service de police ou de sécurité de l'établissement doit conserver un registre public de toutes les infractions qui lui sont signalées, ou celles dont il a eu connaissance. Y figurent les informations les plus récentes au cours des 60 jours précédents. Chaque entrée dans le registre doit indiquer la nature, la date, l'heure et la localisation du chaque infraction, ainsi que le règlement de la plainte, s'il est connu. Les informations remontant à plus de 60 jours doivent être accessibles sur demande dans les deux jours ouvrés. Les registres sur la criminalité doivent être conservés pendant sept ans, soit trois ans après la publication du plus récent rapport sur la sécurité du campus.

### Avertissements en temps voulu
Le Clery Act impose aux établissements de communiquer en temps voulu les avertissements relatifs à des crimes qui constituent une menace pour la sécurité des étudiants et du personnel. Les établissements doivent publier leur règlement concernant ces avertissements dans leur rapport annuel sur la sécurité du campus. L'établissement n'a l'obligation d'avertir sa communauté que des crimes recensés dans les statistiques prévues.

### Statistiques de criminalité
À partir de 2012, les établissements doivent conserver les statistiques de criminalité sur les huit dernières années : sur le campus, dans les résidences de l'université, dans les bâtiments universitaires hors campus ou dans les bâtiments publics. Les infractions sont listées dans le Manuel unifié de rapport sur la criminalité. Les définitions des infractions ne correspondent pas à la législation des différents États, mais à la loi pénale fédérale. Cette nuance a conduit à des incohérences dans le recensement des données. Des évolutions récentes du Clery Act ont ciblé ces incohérences. Depuis 2014, des amendements imposent de signaler la violence familiale, la violence dans les rendez-vous amoureux (en) et le stalking. Dans le cas des infractions sexuelles commises par la force, certains établissements ont montré leur hésitation à recenser les récits des victimes présumées, ce qui complique encore davantage la documentation et le traitement des agressions chez les étudiants,.
Les établissements doivent signaler des délinquances et criminalité comme :
- Meurtre (y compris homicide involontaire)
- Infractions sexuelles (commises avec violence ou sans violence, violence familiale, violence dans les rendez-vous amoureux (en), stalking)
- Vol qualifié
- Agression aggravée (en)
- Cambriolage
- Vol de véhicule
- Incendie volontaire
- Arrestation

Les établissements doivent signaler les personnes faisant l'objet de sanctions disciplinaires sur le campus pour :
- Infractions aux lois sur l'alcool (en)
- Infractions aux lois sur les stupéfiants
- Possession d'armes

Les établissements doivent signaler les crimes ou les blessures quand leur origine est :
- Crime de haine

## Incidents notables
De nombreux établissements ont fait l'objet d'une amende car ils ne respectaient pas les règles du Clery act. Ces incidents portent sur la définition des infractions, les méthodes de signalement et la mise en garde des étudiants contre les risques. Entre 2008 et 2012, 14 établissements d'enseignement supérieur ont reçu une amende pour non-respect du Clery Act. Ces infractions à grande échelle ont conduit à frapper d'amendes des universités comme l'université d'État de Pennsylvanie, l'université de l'Est du Michigan, Virginia Tech et l'université du Montana.
Les signalements relatifs au non-respect du Clery Act sont disponibles sur le site du Federal Student Aid (FSA). Le Federal Student Aid est un service du département de l'Éducation ; il mène des analyses pour évaluer le respect du Clery Act.

### Université d'Eastern Michigan
En 2008, une affaire criminelle conduit à infliger une amende élevée à un établissement (la deuxième amende la plus élevée depuis la promulgation du Clery Act). L'université de l'Est du Michigan a dû payer 357 500 dollars car elle n'a pas averti son campus de l'agression et de la mort d'une étudiante en 2006. En outre, l'université n'a pas respecté les lois fédérales relatives au signalement d'infractions,,. Le meurtre de Laura Dickinson est considéré comme une alerte sur la manière dont les universités signalent et diffusent les statistiques de criminalité sur leurs campus. Le président de l'université d'Eastern Michigan, John A. Fallon a été démis de ses fonctions.

### Université d'État du Michigan
Le 5 septembre 2019, le département de l'Éducation annonce que l'université d'État du Michigan doit payer une amende de 4,5 millions de dollars (la plus élevée depuis la promulgation du Clery Act), après une enquête sur le traitement, dans l'établissement, de signalements relatifs aux transgressions de Larry Nassar.

### Université d'État de Pennsylvanie
Le département de l'Éducation mène une enquête sur l'université d'État de Pennsylvanie en raison du scandale des agressions sexuelles sur le campus. Cette enquête fait suite aux manquements de l'administration concernant le signalement d'accusations d'infractions sexuelles commises sur le campus par Jerry Sandusky (en), ancien membre du personnel. Jerry Sandusky a depuis été reconnu coupable d'abus sexuel contre plusieurs jeunes garçons pendant plusieurs années, y compris des incidents sur le campus.
Le 3 novembre 2016, le département de l'Éducation annonce qu'il envisage d'infliger à cette université une amende record de près de 2,4 millions de dollars pour 11 infractions au Clery Act.

### Virginia Tech
Dans le rapport final du département de l'Éducation, remis le 9 décembre 2010, sur le massacre du 16 avril 2007 à Virginia Tech, l'établissement est accusé d'avoir enfreint les clauses du Clery Act.
Le département de l'Éducation inflige à l'université une amende de 55 000 dollars, le 29 mars 2011, car elle a manqué à son obligation d'avertir les gens en temps voulu face à la fusillade au West Ambler Johnston Hall. L'université fait appel de la décision et le tribunal du département de l'Éducation tranche en faveur de l'université, estimant que le temps de réaction pour avertir les personnes du campus n'a pas été exagérément long,,.

#### Lois et réglementations
- Clery Act - 20 USC 1092(f)
- Legislative history of the Clery Act

#### Liste des rapports complets
- https://studentaid.gov/data-center/school/clery-act-reports

#### Statistiques de criminalité
- US Department of Education's Campus Security Statistics Website

#### Autres informations
- Clery Center for Security On Campus, Inc. - Information regarding the Clery Act
- US Department of Education - Campus Security